# Glaphyrus
Glaphyrus es un género de escarabajos de la familia Glaphyridae. El género fue revisado por varios científicos, que terminaron separando el género en tres subgéneros:
1. Eoglaphyrus Semenov, 1926
2. Glaphyrus Latreille, 1807
3. Hemiglaphyrus Champenois, 1903

Las especies de este género se distribuyen en Asia, África y Europa (desde Grecia y Europa del Este hasta el norte de China, Irak y Jordania). Esta es una lista de especies que corresponden a este género:
- Glaphyrus aulicus
- Glaphyrus calvaster
- Glaphyrus caucasicus
- Glaphyrus cinnaberinus
- Glaphyrus comosus
- Glaphyrus festivus
- Glaphyrus haroldi
- Glaphyrus laufferi
- Glaphyrus luristanus
- Glaphyrus maurus
- Glaphyrus micans
  - Glaphyrus micans euphraticus
  - Glaphyrus micans micans
- Glaphyrus modestus
- Glaphyrus muticus
- Glaphyrus olivieri
- Glaphyrus onopordi
- Glaphyrus opulentus
- Glaphyrus ornatus
- Glaphyrus oxypterus
- Glaphyrus panousei
- Glaphyrus pubescens
- Glaphyrus reymondi
- Glaphyrus rothi
- Glaphyrus serratulae
  - Glaphyrus serratulae maroccanus
  - Glaphyrus serratulae serratulae
  - Glaphyrus serratulae villosipennis
- Glaphyrus superbus
- Glaphyrus turkestanicus
- Glaphyrus varians
- Glaphyrus viridicollis